# Bagni (cognome)
Bagni è un cognome di lingua italiana.

## Varianti
Abagnale, Abagnano, Abagnara, Abagnato, Abbagnale, Abbagnano, Abbagnara, Abbagnato, Bagnai, Bagnaia, Bagnale, Bagnano, Bagnara, Bagnarelli, Bagnaresi, Bagnasacco, Bagnasco, Bagnati, Bagnato, Bagnera, Bagnesi, Bagno, Bagnoli, Bagnolo, Bagnone, Bagnuolo, Bagnulo, Vagni, Vagno.

## Origine e diffusione
Si tratta di cognomi derivati in gran parte dalla toponomastica, essendo bagno (dal latino balneum, "immersione in acqua" o "stanza da bagno") una radice particolarmente prolifica dal nord al sud Italia. Fanno eccezione casi quali Bagnato e Bagnati (con le varianti Abagnato e Abbagnato), che provengono da un soprannome - anticamente in uso anche come nome di persona - dal significato di battezzato, immerso in acqua (in riferimento al rito del battesimo), nella stessa accezione di cognomi quali Battezzati e Battiato.
Il cognome Bagni è più tipicamente centro-settentrionale (con un epicentro fra Emilia Romagna e Toscana), mentre Vagni si riscontra maggiormente fra Marche, Umbria, Lazio e Lombardia. Bagnasco è ligure e piemontese, con un ceppo importante anche in Sicilia (forse risalente ai cosiddetti Lombardi di Sicilia).

## Persone
- Giorgio Tomaso Bagni (1958-2009) – matematico italiano
- Paolo Bagni (1943-2006) – saggista e docente italiano
- Salvatore Bagni (1956), ex calciatore e commentatore televisivo italiano